# Amfiprion
Amfiprion, ryba ukwiałowa, błazenek (Amphiprion percula) – gatunek morskiej ryby z rodziny garbikowatych (Pomacentridae).

## Środowisko
Zamieszkuje ciepłe wody Pacyfiku, głównie wody w okolicach między Australią a Mikronezją. Spotykany w płytkich wodach, wśród rafy koralowej.

## Budowa
Zaokrąglone płetwy, charakterystyczne szerokie, białe pasy, ograniczone czarnymi paskami, na pomarańczowym ciele. Oczy stosunkowo duże o pomarańczowej tęczówce, źrenica duża, okrągła. Skóra pokryta śluzem. Amfiprion osiąga około 8 cm długości.

## Zachowanie
Ryba odżywia się planktonem (np. polipami chetoniki) pływającym nieopodal ukwiału, albo resztkami pokarmu pozostawionego przez gospodarza (ukwiał). Amphiprion percula nigdy nie oddala się zbytnio od schronienia, aby w razie zagrożenia schronić się wśród czułków gospodarza. Ryba ta posiada silny instynkt terytorialny, gdy napotka intruza za wszelką cenę próbuje go przepędzić ze swojego terenu.
Amphiprion percula chroniony jest śluzem, który umożliwia mu przebywanie wśród ukwiału, lecz umiejętność jego wytwarzania nie jest wrodzona, każdy osobnik nabywa ją poprzez stopniowo zwiększany kontakt z konkretnym ukwiałem. Co więcej umiejętność wytwarzania śluzu zanika w przypadku dłuższego braku kontaktu z konkretnym ukwiałem. Gdy ryba jest chora lub ranna, wówczas ukwiał zaatakuje rybę i się nią pożywi.

## Rozmnażanie
Amfiprion jest osobnikiem łączącym się w pary, które zasiedlają tylko jeden ukwiał, rzadziej łączy się w niewielkie stada. W okresie godowym ryby bronią swojego terytorium, zachowując się agresywnie wobec innych osobników.
Okres godowy wyznacza rytm księżycowy. Co 27 dni samica składa ikrę na podłożu w pobliżu stopy ukwiału, każdorazowo ok. 25.000 jajeczek, którymi opiekuje się samiec.
Młody narybek początkowo zasiedla ten sam ukwiał, co osobniki rodzicielskie, ale po ok. 7-10 dniach młode amfipriony opuszczają schronienie i unoszą się do powierzchniowych warstw wody. Z czasem wracają w pobliże dna, by zasiedlić nowe ukwiały – początkowo mniejsze, z czasem większe.

## Ochrona
Chociaż aktualnie amfipriony nie są chronione, zagrożeniem dla gatunku są degradacja środowiska oraz łowienie ryb w celach handlowych.

## W kulturze popularnej
Na tym gatunku wzorowany jest Nemo, tytułowy bohater filmu animowanego Gdzie jest Nemo?.